# Parker Tyler
Parker Tyler (* 6. März 1904 in New Orleans; † Juni 1974 in New York City) war ein US-amerikanischer Autor, Lyriker und Filmkritiker.

## Leben
Als Autor und Filmkritiker verfasste Tyler mehrere Bücher zu US-amerikanischen Filmen. Sein langjähriger Lebensgefährte war der Underground-Filmregisseur Charles Boultenhouse (1926–1994). Häufig verfasste er Artikel für die US-Magazine View, The Kenyon Review, Partisan Review, Evergreen Review und die Filmmagazine Film Culture und Film Quarterly. Tyler schrieb zudem Poesie und erhielt 1958 für seine Gedichte den Longview Award for Poetry.

## Werke (Auswahl)
- mit Charles Henri Ford: The Young and Evil (Paris: Obelisk Press, 1933)
- The Hollywood Hallucination (New York: Creative Age, 1944)
- Magic and Myth of the Movies (New York: Henry Holt and Company, 1947)
- Chaplin: Last of the Clowns (New York: The Vanguard Press, 1948)
- The Three Faces of the Film: the Art, the Dream, the Cult (New York: Thomas Yoseloff, 1960)
- Classics of the Foreign Film: A Pictorial Treasury (Secaucus, NJ: Citadel Press, 1962)
- Sex Psyche Etcetera in the Film (New York: Horizon Press, 1969)
- Underground Film: A Critical History (New York: Grove Press, 1969)
- The Shadow of an Airplane Climbs the Empire State Building (Garden City, NY: Doubleday, 1973)

- The Will of Eros: Selected Poems 1930–1970 (Los Angeles: Black Sparrow Press, 1972)

## Auszeichnungen und Preise (Auswahl)
- 1958: Longview Award for Poetry